# (2488) Bryan
(2488) Bryan (1952 UT) est un astéroïde de la ceinture principale, découvert le 23 octobre 1952 à l'observatoire Goethe Link près de Brooklyn, dans l'Indiana.